# Феррієре
Феррієре (італ. Ferriere) — муніципалітет в Італії, у регіоні Емілія-Романья,  провінція П'яченца.
Феррієре розташоване на відстані близько 390 км на північний захід від Рима, 150 км на захід від Болоньї, 50 км на південь від П'яченци.
Населення — 1336 осіб (2014).

## Демографія
Населення за роками:

Станом на 1 січня 2023 року в муніципалітеті офіційно проживали 52 іноземці з 12 країн, серед них 28 громадян країн Євросоюзу та 13 громадян України.

## Сусідні муніципалітети
- Барді
- Бедонія
- Чериньяле
- Колі
- Корте-Бруньятелла
- Фарині
- Оттоне
- Реццоальйо
- Санто-Стефано-д'Авето